# Sovizzo
Sovizzo är en ort och kommun i provinsen Vicenza i regionen Veneto i Italien. Kommunen hade 7 651 invånare (2018).